# Bertula poliostigma
Bertula poliostigma là một loài bướm đêm trong họ Erebidae.